# Tôn Nghiệp Lễ
Tôn Nghiệp Lễ (tiếng Trung giản thể: 孙业礼, bính âm Hán ngữ: Sūn Yèlǐ, sinh ngày 9 tháng 12 năm 1964, người Hán) là biên tập viên, nhà sử học, chính trị gia nước Cộng hòa Nhân dân Trung Hoa. Ông hiện là Phó Bộ trưởng Bộ Tuyên truyền Trung ương Đảng Cộng sản Trung Quốc, Chủ nhiệm Văn phòng Thông tin Quốc vụ viện, Ủy viên Thường vụ Ủy ban Toàn quốc Chính hiệp Trung Quốc. Ông từng là Phó Viện trưởng Viện nghiên cứu Văn hiến và Lịch sử Đảng; Phó Chủ nhiệm Văn phòng nghiên cứu Văn hiến Trung ương.
Tôn Nghiệp Lễ là đảng viên Đảng Cộng sản Trung Quốc, học vị Thạc sĩ Lịch sử học, chức danh Nghiên cứu viên. Ông có hơn 30 năm nghiên cứu văn hiến và lịch sử Đảng, lịch sử Trung Quốc cùng đường lối, chính sách Đảng Cộng sản.

## Xuất thân và giáo dục
Tôn Nghiệp Lễ sinh vào ngày 9 tháng 12 năm 1964 tại huyện An Khâu, nay là thành phố cấp huyện thuộc địa cấp thị Duy Phường, tỉnh Sơn Đông, Cộng hòa Nhân dân Trung Hoa. Ông lớn lên và tốt nghiệp cao trung ở An Khâu, thi cao khảo và đỗ Đại học Bắc Kinh vào năm 1981, nhập học hệ lịch sử học và tốt nghiệp Cử nhân Lịch sử vào năm 1985. Sau đó, ông thi đỗ chương trình nghiên cứu sinh thạc sĩ ngành lịch sử của Bắc Đại, bảo vệ thành công luận văn thạc sĩ đề tài "Kinh nghiệm Diên An và sự phát triển của sản xuất nông nghiệp Trung Quốc trong những năm 1950", nhận bằng Thạc sĩ Lịch sử học năm 1988. Ông được kết nạp Đảng Cộng sản Trung Quốc tại Bắc Đại trong những năm học này.

## Sự nghiệp
Tháng 7 năm 1988, sau 7 năm học ở Bắc Đại, Tôn Nghiệp Lễ được nhận vào Văn phòng nghiên cứu Văn hiến Trung ương thuộc Ủy ban Trung ương Đảng Cộng sản Trung Quốc. Ông công tác ở đây trong thời gian dài, là biên tập viên trường kỳ cho tạp chí Văn hiến Đảng, rồi dần dần là Phó Tổng thư ký kiêm Chủ biên tạp chí, giữ vị trí Ủy viên Văn phòng, Chủ nhiệm Bộ phận nghiên cứu và biên tập thứ 5 rồi là thứ 6 của Văn phòng Văn hiến. Trong thời gian này, ông tiến hành nghiên cứu và đăng tải nhiều công trình khoa học, báo chí tập trung vào vấn đề tư tưởng của các nhà lãnh đạo Đảng và Nhà nước, lịch sử Đảng và lịch sử Trung Quốc hiện đại, được phong chức danh Nghiên cứu viên – bậc cao nhất của khoa học Trung Quốc. Tháng 2 năm 2014, ông được bổ nhiệm làm Phó Chủ nhiệm Văn phòng nghiên cứu Văn hiến Trung ương, cấp phó bộ trưởng, đến tháng 3 năm 2018 khi văn phòng này cùng Văn phòng nghiên cứu Lịch sử Đảng và Cục Biên dịch được tổ hợp thành Viện nghiên cứu Văn hiến và Lịch sử Đảng thì ông được điều tới nhậm chức Phó Viện trưởng.
Tháng 1 năm 2021, sau hơn 30 năm công tác ở cơ quan nghiên cứu văn hiến và lịch sử, Tôn Nghiệp Lễ được điều tới Bộ Tuyên truyền Trung ương Đảng Cộng sản Trung Quốc, nhậm chức Phó Bộ trưởng. Cuối năm 2022, ông tham gia Đại hội Đảng Cộng sản Trung Quốc lần thứ XX từ đoàn đại biểu khối cơ quan trung ương Đảng và Nhà nước. Trong quá trình bầu cử tại đại hội, ông được phân công làm người phát ngôn thông tin đại hội. Ngày 17 tháng 1 năm 2023, ông được bổ nhiệm làm Chủ nhiệm Văn phòng Thông tin Quốc vụ viện, cấp bộ trưởng, kế nhiệm Từ Lân, đồng thời được bầu làm Ủy viên Thường vụ Ủy ban Toàn quốc Hội nghị Hiệp thương Chính trị Nhân dân Trung Quốc.

## Tác phẩm
- Tôn Nghiệp Lễ (2014).  习近平谈治国理政 [Bàn về trị quốc của Tập Cận Bình] (bằng tiếng Trung). Bắc Kinh: Ngoại văn. ISBN 9787119090870.
- Tôn Nghiệp Lễ (1996).  共和国经济风云中的陈云 [Trần Vân trong phong vân kinh tế nước cộng hòa] (bằng tiếng Trung). Bắc Kinh: Văn hiến Trung ương. ISBN 9787507303230.